# Avisning

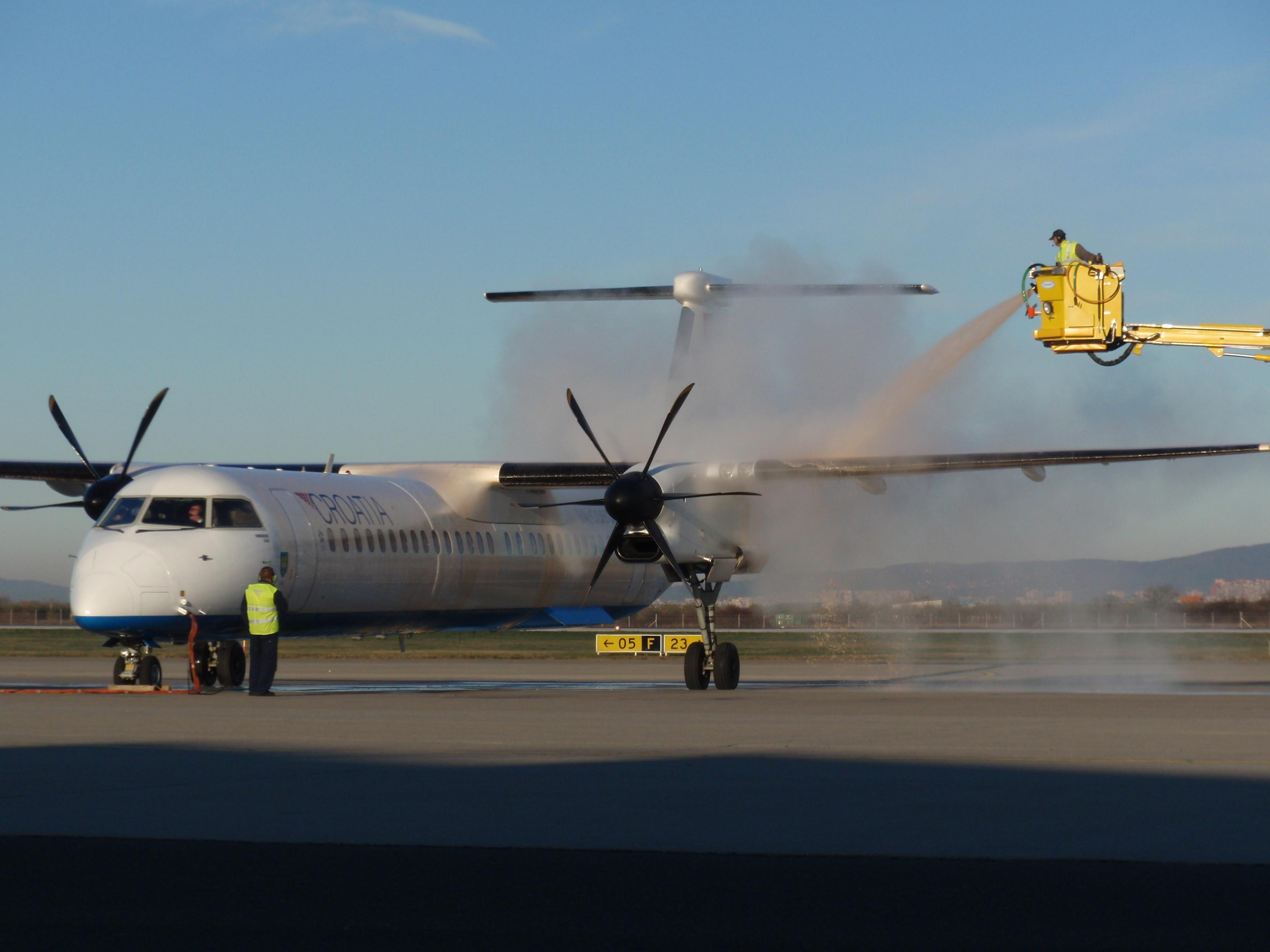
Avisning av ett flygplan på Zagrebs flygplats.

Avisning innebär att ta bort is eller frost från någon yta, vanligtvis ett föremål.
Avisning av flygplan är av flygsäkerhetsskäl vanligt vintertid och under vissa väderförhållanden. Sådan avisning syftar även till att förhindra att ny is bildas på flygplanet. Avisning av flygplan genomförs på flygplatsen före start genom att spola på en avisningsvätska, som exempelvis kan bestå av en blandning av etylenglykol (eller propylenglykol) och vatten med mindre tillsatser av andra ämnen.
Istillväxt i tåg och järnvägsväxlar i kallt klimat kan orsaka stora problem och kan behöva uppvärmning för säker funktion. Sådan uppvärmning anordnas normalt med elektriska värmare som ofta är gjorda av PTC-material, bland annat PTC-gummi. Resistansen i PTC-material ökar med ökande temperatur vilket begränsar värmeeffekten och förhindrar överhettning utan att det behövs skydds- eller reglersystem.